# Sanatorium Bellevue

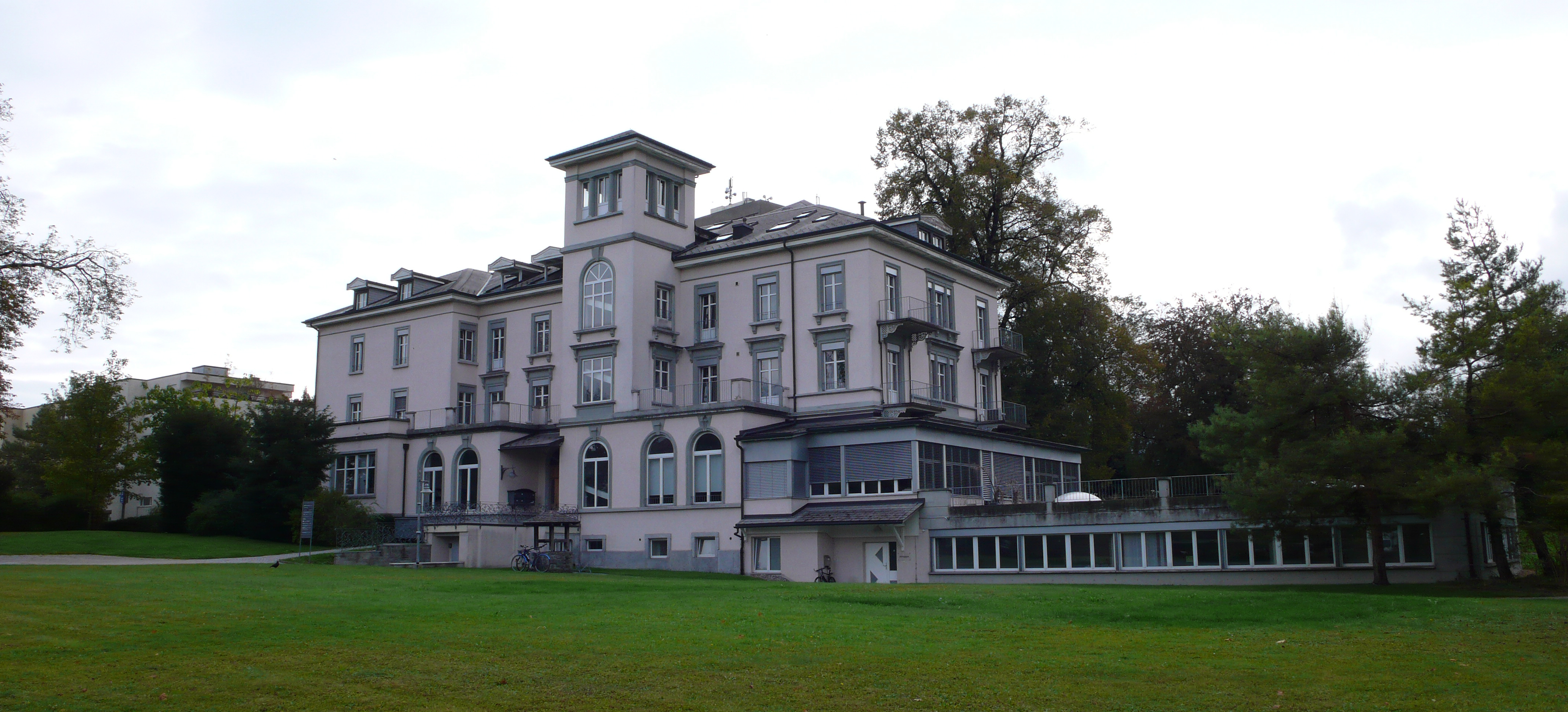
Villa Belle-Vue des ehemaligen Sanatoriums Bellevue

Das Sanatorium Bellevue war von 1857 bis 1980 eine private psychiatrische Heilanstalt in Kreuzlingen, die über vier Generationen von der Familie Binswanger geleitet wurde, und aus der eine Reihe bekannt gewordener Psychiater hervorgingen.

## Geschichte

### Ära Ludwig Binswanger d. Ä. (bis 1880)
Aus dem Areal des alten Klosters Kreuzlingen hatte 1842 Ignaz Vanotti aus Konstanz ein grosses Grundstück erworben und darauf 1843 ein Wohn- und Geschäftshaus für die Emigranten-Druckerei Bellevue erbaut, die bis dahin in der Römerburg in Kreuzlingen eingerichtet war. 1857 erwarb Ludwig Binswanger d. Ä., der seit 1850 Direktor der Irrenanstalt im nahegelegenen Münsterlingen war, die Liegenschaft und eröffnete auf ihr eine Privatanstalt für heilfähige Kranke und Pfleglinge aus den besseren Ständen der Schweiz und des Auslandes. Die Klinik hatte bald regen Zulauf und blieb unter Führung der Familie Binswanger während der nächsten 124 Jahre eine Heil- und Forschungsstätte, aus der wichtige Impulse für die Weiterentwicklung der Psychiatrie in  Wissenschaft und Praxis kamen.

### Ära Robert Binswanger (1880–1910)
Nach dem Tod Ludwig Binswangers übernahm sein Sohn Robert Binswanger die Leitung des Sanatoriums, unter seiner Ägide gelang es das Sanatorium kontinuierlich auszubauen, und einen international hervorragenden Ruf zu erwerben. Viele bedeutende Psychiater erhielten an dieser Klinik ihre Ausbildung.
Die Klientel kam aus wohlhabenden Familien und dem deutschen, russischen und italienischen Adel. Josef Breuer aus Wien, der mit Sigmund Freud die Schrift Studien über Hysterie (1895) verfasst hatte, überwies seine berühmte Patientin Anna O. (Bertha Pappenheim) zu Binswanger, sie war die erste Patientin überhaupt, die nach der psychoanalytischen Methode behandelt wurde.
Als Psychiater vertraute Binswanger zum einen auf physikalische Therapien in Form von Ernährungs-, Hydro-, Elektro- und pharmakologischen Therapien, zum anderen auf die «therapeutische Gemeinschaft». Wie schon sein Vater, bezog auch Robert Binswanger seine ganze Familie in die Betreuung der Kranken mit ein.

### Ära Ludwig Binswanger (1910–1956)
Als Robert Binswanger 1910 starb, übernahm sein Sohn Ludwig Binswanger mit ebenfalls knapp 30 Jahren die Leitung des Sanatoriums. Er hatte Studium und Assistentenjahre bei Eugen Bleuler im Burghölzli in Zürich sowie bei seinem Onkel Otto Binswanger in Jena verbracht und wurde 1907 durch Carl Gustav Jung mit Sigmund Freud bekannt gemacht, mit dem er bis zu dessen Tod verbunden blieb. Sein jüngerer Bruder Otto hatte die wirtschaftliche Leitung der Anstalt inne, so dass er sich auf seine wissenschaftliche Arbeit konzentrieren konnte. Ludwig Binswanger ist als Begründer der Daseinsanalyse, einer Synthese von Psychoanalyse und Existenzphilosophie, bekannt geworden. Zahlreiche Künstler und Wissenschaftler wie der Maler Ernst Ludwig Kirchner, der Tänzer Vaslav Nijinsky, der Dichter Simon Frank, der Schauspieler und Regisseur Gustaf Gründgens oder der Kulturanthropologe Aby Warburg waren seine Patienten. Ludwig Binswanger war aussergewöhnlich gebildet, er las gerne Homer im Original, stand in regem Briefwechsel und in persönlichem Kontakt zu Kollegen und Geistesgrössen seiner Zeit wie Karl Jaspers, Oskar Kohnstamm, Arthur Kronfeld, Edmund Husserl, Max Scheler, Kurt Goldstein, Leopold Ziegler, Martin Buber, Werner Bergengruen, Leonhard Frank, Rudolf Alexander Schröder, Edwin Fischer, Henry van de Velde oder Emil Staiger.

### Ära Wolfgang Binswanger (1956–1980)
1956 übergab Ludwig Binswanger die Leitung des Sanatoriums Dr. Binswanger als offenes Kurhaus mit klinischer Abteilung seinem Sohn Wolfgang (1914–1993), dem letzten Binswanger im Bellevue. Dieser stellte im Jahr 1980 den Betrieb des Sanatoriums aus finanziellen Gründen ein. Das «Binswanger-Archiv» (Verwaltungsakten, Teilnachlässe aus der Familie Binswanger) befindet sich seit 1986 im Universitätsarchiv Tübingen, die dort vorhandenen Bibliotheksbestände im Institut für Ethik und Geschichte der Medizin der Universität Tübingen.
Von den zahlreichen Gebäuden der ehemaligen Anlage des Bellevues sind heute noch wenige erhalten, die renoviert und umgebaut wurden. Das ehemalige Haupthaus des Bellevue an der Hauptstrasse beherbergt heute Geschäfts- und Büroräume. Das ursprüngliche Parkgebäude am andern Ende des Parks beherbergt heute die «Venenklinik Bellevue», eine auf Venenerkrankungen spezialisierte Privatklinik. Der Hauptteil des Areals wurde in den 1990er Jahren für den Bau einer Wohnanlage genutzt.

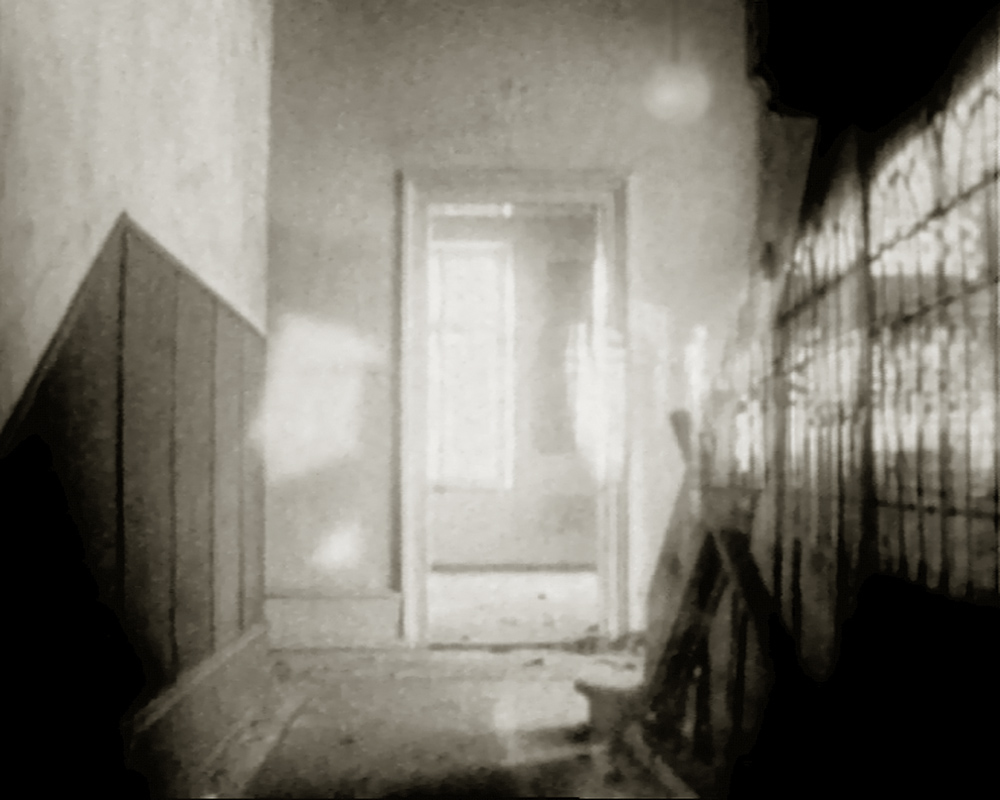